# Ремонт зданий и сооружений
Ремонт зданий и сооружений — процесс их изменения, восстановления, улучшения, доведения до первоначальных характеристик (не следует путать с реставрацией). Включает в себя следующие виды работ: отделка, покраска, поклейка обоев, заделка швов, сантехнические и электромонтажные работы и другие; установка новых элементов: окон, дверей, замена электропроводки и труб водоснабжения и других. На время ремонта фасада зданий и сооружений монтируют фальшфасад.

## Виды

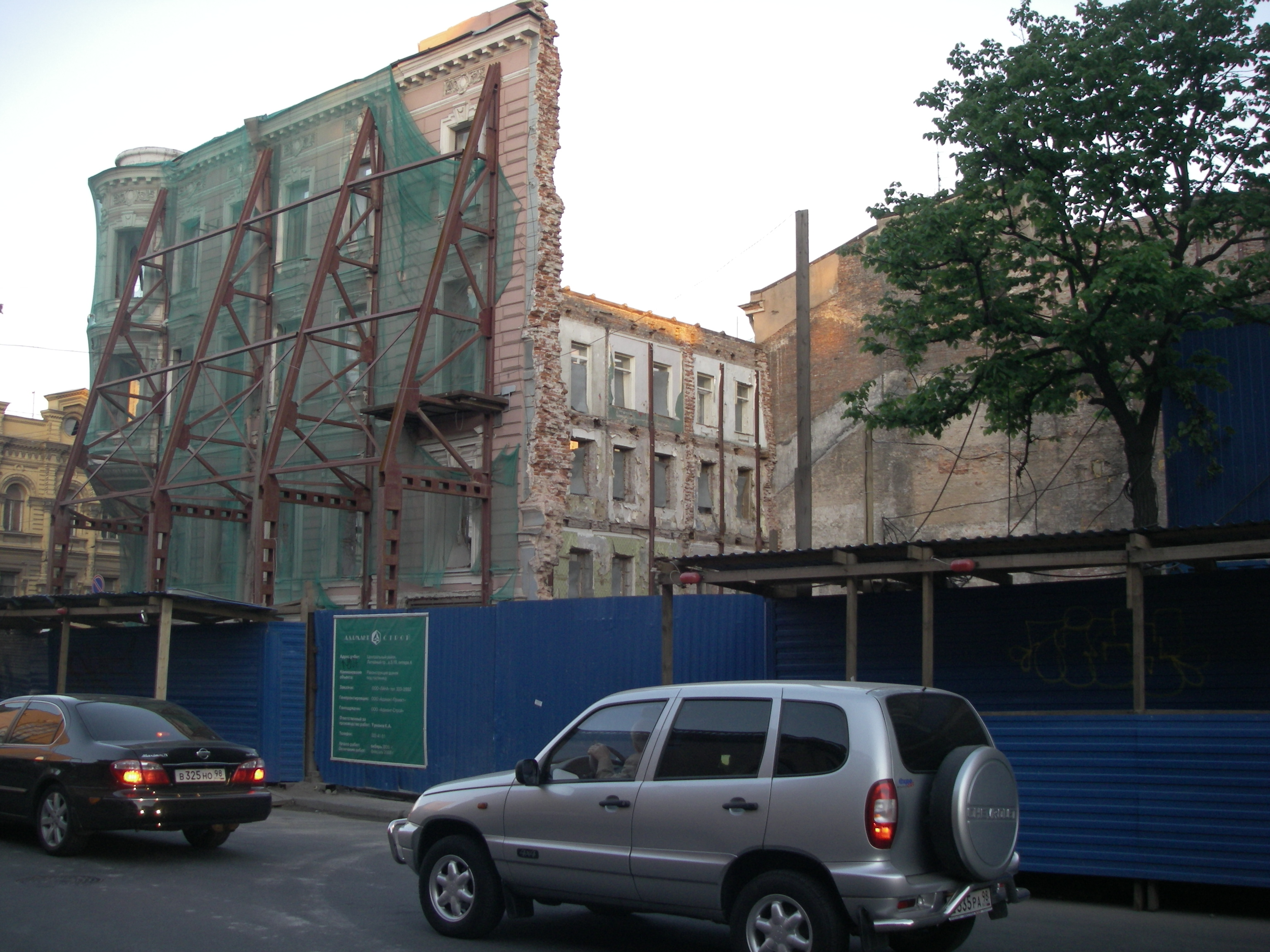
Перестройка здания с сохранением культурно значимого фасада

- Капитальный — комплекс значительных работ по улучшению состояния зданий и сооружений, таких как отделочные работы, сантехнические работы, электромонтажные работы. Нередко капитальный ремонт сродни реконструкции некоторых частей здания или же всего здания.
- Косметический имеет своей целью незначительные изменения. Например, поклейка обоев, покраска оконных рам и проч.
- Евроремонт — отделка интерьера с применением современных технологий и материалов: пластика, металло-пластика, стекла и др., в западно-европейском стиле.
- Ремонт коммуникаций — работы по замене сантехнических труб, электропроводки.

## Порядок ремонта
1. Ограждение строительной площадки и опасных зон;
2. Возведение временных зданий и сооружений;
3. Замена водоснабжения, канализации, отопления;
4. Замена электропроводки;
5. Ремонт фундамента;
6. Ремонт крыши;
7. Устройство кровли;
8. Ремонт фасадов;
9. Выравнивание стен, полов и потолка.